# Eddie Hall
Edward Stephen „Eddie“  Hall (* 15. Januar 1988 in Newcastle-under-Lyme) ist ein englischer Strongman. Er hielt den offiziellen Weltrekord im Kreuzheben mit 500 kg.

## Biografie
Hall begann als Bodybuilder, ehe er zum Kraftdreikampf wechselte. Im Jahr 2010 konnte sein Freund und Wettkampfkollege Dave Meer aufgrund einer Verletzung nicht bei den England Championships teilnehmen und sorgte dafür, dass Hall seinen Platz einnahm. Dieser konnte den Wettkampf mit einem halben Punkt Vorsprung knapp für sich entscheiden. 2011 gewann Hall auch den Wettbewerb UK’s Strongest Man, der jährlich seit 2005 in Belfast stattfindet; ebenso in den darauf folgenden Jahren 2012, 2013 und 2014.
Den Weltrekord im Kreuzheben stellte er im März 2015 bei der Arnold Classic in Columbus (Ohio) mit 462 kg auf. Auch Arnold Schwarzenegger war anwesend, um ihn anzufeuern und zu gratulieren. Kurz darauf schon brach er seinen eigenen Rekord mit 463 kg (1020,74 lb) bei den World Deadlift Championships 2015 mit einem Körpergewicht von 172 kg.
Bei den World Deadlift Championships am 9. Juli 2016 stellte er seine Bestmarke im Kreuzheben ein und hob als erster Mensch 500 kg (1102,31 lbs). Während des Hebens der 500 kg begann Hall, wie durch Videoaufnahmen belegt ist, aus Ohren und Nasenlöchern zu bluten. Außerdem erblindete er dabei vorübergehend, bevor er ohnmächtig zu Boden fiel. Später sagte er dazu, dass er dabei beinahe gestorben wäre, weil während des Hebens Blutgefäße im Kopf geplatzt sind. Der Rekord hielt drei Jahre und neun Monate, bis er im Mai 2020 von Hafþór Júlíus Björnsson, der 501 kg hob, gebrochen wurde.

## Persönliche Rekorde
- Kniebeugen: 405 kg (893 lb)[5]
- Bankdrücken: 280 kg (617 lb)
- Kreuzheben: 500 kg (1102,31 lb)[1]
- Axlepress:  216 kg
- Logpress:  213 kg

## Erfolge
- Giants live 3. Platz Ungarn 2014, 2. Platz Ungarn 2013 und 4. Platz Australien 2012
- 3× Britain′s Strongest Man: 2014, 2015 & 2017
- 5× UK′s Strongest Man: 2011, 2012, 2013, 2014 & 2015
- 2× England′s Strongest Man: 2010 & 2011
- 1× World’s Strongest Man: 2017

## Filmografie
- 2017: Transformers: The Last Knight
- 2023: Videospiel Undisputed[6]
- 2023: The Expendables 4 (Expend4bles)
- 2024: Miniserie RH11: Romeo. Hotel. Eleven S1.E1 (The Cuckoo)
- 2024: Miniserie RH11: Romeo. Hotel. Eleven S1.E2 (The Teacher)
- 2024: Miniserie RH11: Romeo. Hotel. Eleven S1.E4 (The Plug)
- 2025: Das verlorene Buch der Schöpfung (The Lost Book of Creation)
- 2025: Winterliches Inferno (Winter's Inferno)
- 2025: Das Erwachen (The Awakening)